# Хомич, Павел Семёнович
Па́вел Семёнович Хо́мич (17 октября 1893, город Волковыск, Гродненская губерния — 10 сентября 1942, Ленинград) — священник Римско-католической церкви, глава Апостольской администратуры Ленинграда (1941—1942 гг.).

## Семья и образование
Родился в семье служащего уездного казначейства, принадлежавшего к православной церкви, но перешедшего с семьёй в католицизм в 1905 (когда после принятия Указа о веротерпимости переход из православия в другую конфессию перестал быть уголовно наказуемым деянием, многие люди, предками которых были римо-католики или греко-католики, покинули православную церковь).
Окончил католическую Петроградскую духовную семинарию (1916), учился в католической Петроградской духовной академии, которую не закончил из-за её закрытия в 1918.

## Начало церковной деятельности
С 1916 — священник, служил в Петрограде и Вырице. С 1920 — настоятель церкви Пресвятой Троицы во Пскове, также совершал богослужения в филиальных часовнях в Острове, Дне и Порхове.
В 1923 многие представители католического духовенства Петрограда были арестованы. В это время молодой священник из Пскова стал настоятелем церкви святого Казимира в Петрограде, а затем также администратором церквей Ченстоховской Божией матери в Лигово и святого Алексея в Петергофе. Много работал с молодёжью, организуя для неё просветительские и религиозные кружки, преподавая молодым людям Закон Божий. Также возглавил в своём приходе общину францисканцев-мирян, насчитывавшую в то время около 40 человек. В 1926 возглавил третий францисканский орден в Ленинграде, в состав которого входили несколько сот человек.

## В тюрьмах и ссылках
В декабре 1926 был арестован, вскоре ненадолго освобождён, но уже в январе 1927 арестован вновь. Первоначально приговорён к трём годам лишения свободы, а 27 июня 1927 последовал новый приговор: 10 лет лишения свободы по обвинению в «проведении контрреволюционной религиозной деятельности среди молодежи и верующих прихода, а также создании нелегального антисоветского братства членов Третьего ордена терциариев-францисканцев». С 3 июля 1927 находился в Соловецком лагере особого назначения. Участвовал в проводившихся в Германовской богослужениях, читал проповеди на польском и русском языках. Неофициально считался старостой общины католических священников латинского обряда. После запрета богослужений продолжал служить Мессу тайно. В марте 1929, вместе с другими католическими священнослужителями, был переведён в штрафную командировку на остров Анзер, где содержался в тяжёлых условиях. Несмотря на это продолжал ежедневно служить Мессу.
В 1932 был одним из фигурантов очередного дела против католических священников, обвинённых в антисоветской агитации среди заключённых — одним из основных обвинений было проведение тайных богослужений. Также священников обвиняли в том, что они «оказывали влияние на других заключенных — католиков, путём раздачи денежных пособий из сумм, получаемых от своих единомышленников и организаций на воле в виде денежных переводов, вели беседы на религиозные темы, вербуя таким путём себе единомышленников в лагере». На допросе говорил: «В своих письмах я подчеркивал о том, что доволен своей участью, то есть что Бог меня отметил тем, что переношу страдания, укрепляя чувства верующих».
Священник Павел Хомич был переведён в тюрьму в Ленинград, 27 мая 1933 осуждён на год штрафного изолятора, находился в заключении в Сиверских лагерях, на Дальнем Востоке, а в 1935—1936 — вновь на Соловках.

## Последние годы тайного служения
В ноябре 1936 был освобождён. Жил в Костроме, Калуге, Сибири, с августа 1939 — в Ленинграде, продолжал тайно служить. В 1941—1942 тайно исполнял обязанности главы Апостольской администратуры Ленинграда. Вместе со своими прихожанами оставался в городе во время блокады.

## Последний арест и гибель
15 июля 1942 при перерегистации паспортов был арестован, обвинён в организации подпольной церкви, антисоветской и пораженческой агитации и клевете на советское правительство. 1 сентября 1942 был приговорён к расстрелу, спустя девять дней приговор был приведен в исполнение.

## Беатификация
В 2003 официально начался процесс беатификации (причисления к лику блаженных) священника Павла Хомича.